# 12498 Dragesco
12498 Dragesco este un asteroid din centura principală de asteroizi.

## Descriere
12498 Dragesco este un asteroid din centura principală de asteroizi. A fost descoperit pe 26 martie 1998 la Caussols, în cadrul proiectului ODAS. Asteroidul prezintă o orbită caracterizată de o semiaxă mare de 2,67 ua, o excentricitate de 0,25 și o înclinație de 13,2° în raport cu ecliptica.